# Jan Siemerink
Johannes Martinus Siemerink (Rijnsburg, 14 aprile 1970) è un allenatore di tennis ed ex tennista olandese.

## Biografia

### Carriera tennistica
Da giovane, Siemerink è stato campione olandese under-18 nel 1988. Vinse inoltre il doppio dell'Orange Bowl junior championship in Florida.
Jan Siemerink divenne professionista nel 1989. Giocatore mancino, aveva buona propensione al gioco d'attacco. Durante la sua carriera vinse 4 titoli ATP nel singolare: a Singapore nel 1992, a Nottingham nel 1996, a Rotterdam e a Tolosa nel 1998. Per quanto riguarda il doppio, Siemerink vinse 10 titoli, tra i quali un Master di Miami nel 1993 ed un Master di Monte Carlo nel 1996.
La migliore prestazione in un Grande Slam è a Wimbledon, dove Siemerink riesce a raggiungere i quarti di finale per poi essere sconfitto da Goran Ivanišević.
Siemerink giocò in Coppa Davis, con i Paesi Bassi, dal 1991 al 2001, aiutandoli anche a raggiungere il World Group nel 2001.
Si ritirò dal tennis nel 2002.

### Dopo il ritiro
Dopo il suo ritiro, Siemerink divenne commentatore tecnico di partite di tennis per l'emittente televisiva olandese RTL 5, finché non fu nominato capitano della squadra olandese di Coppa Davis nel 2006. Dal 2018 è team manager dell'Ajax.

## Statistiche

### Singolare

#### Vittorie (4)
| Legenda                     |
| Grande Slam (0)             |
| Tennis Masters Cup (0)      |
| ATP Masters Series (0)      |
| ATP Championship Series (0) |
| ATP Tour (4)                |

| Titoli per superficie |
| Cemento (2)           |
| Erba (1)              |
| Terra rossa (0)       |
| Sintetico (1)         |

| N° | Data              | Torneo                                   | Superficie    | Avversario in finale | Punteggio |
| 1. | 22 aprile 1991    | ATP Singapore, Singapore                 | Cemento       | Gilad Bloom          | 6–4, 6–3  |
| 2. | 17 giugno 1996    | Nottingham Open, Nottingham              | Erba          | Sandon Stolle        | 6–3, 7–6  |
| 3. | 2 marzo 1998      | ATP Rotterdam, Rotterdam                 | Sintetico (i) | Thomas Johansson     | 7–6, 6–2  |
| 4. | 28 settembre 1998 | Grand Prix de Tennis de Toulouse, Tolosa | Cemento (i)   | Greg Rusedski        | 6–4, 6–4  |

#### Finali perse (8)
| N° | Data              | Torneo                         | Superficie  | Avversario in finale | Punteggio               |
| 1. | 14 ottobre 1991   | Vienna Open, Vienna (1)        | Cemento     | Michael Stich        | 4-6, 4-6, 4-6           |
| 2. | 1º febbraio 1993  | Open 13, Marsiglia             | Cemento     | Marc Rosset          | 2-6, 6-7                |
| 3. | 24 luglio 1995    | Dutch Open, Amsterdam          | Terra rossa | Marcelo Ríos         | 4-6, 5-7, 4-6           |
| 4. | 21 agosto 1995    | TD Waterhouse Cup, Long Island | Cemento     | Evgenij Kafel'nikov  | 6-7, 2-6                |
| 5. | 25 settembre 1995 | Swiss Indoors, Basilea         | Sintetico   | Jim Courier          | 7-6, 6-7, 7-5, 2-6, 5-7 |
| 6. | 12 agosto 1996    | Pilot Pen Tennis, New Haven    | Cemento     | Alex O'Brien         | 6-7, 4-6                |
| 7. | 7 ottobre 1996    | Vienna Open, Vienna (2)        | Cemento     | Boris Becker         | 4-6, 7-6, 2-6, 3-6      |
| 8. | 3 novembre 1997   | Stockholm Open, Stoccolma      | Cemento     | Jonas Björkman       | 6-3, 6-7, 2-6, 4-6      |

### Doppio

#### Vittorie (11)
| Legenda                     |
| Grande Slam (0)             |
| Tennis Masters Cup (0)      |
| ATP Masters Series (2)      |
| ATP Championship Series (0) |
| ATP Tour (9)                |

| Titoli per superficie |
| Cemento (4)           |
| Erba (3)              |
| Terra rossa (4)       |
| Sintetico (0)         |

| Nº  | Data            | Torneo                                       | Superficie  | Compagno         | Avversari in finale                   | Punteggio                   |
| 1.  | 22 luglio 1991  | Dutch Open, Hilversum (1)                    | Terra rossa | Richard Krajicek | Francisco Clavet Magnus Gustafsson    | 7-5, 6-4                    |
| 2.  | 12 marzo 1993   | Miami Masters, Key Biscayne                  | Cemento     | Richard Krajicek | Patrick McEnroe Jonathan Stark        | 6-7, 6-4, 7-6               |
| 3.  | 31 gennaio 1994 | Open 13, Marsiglia                           | Cemento     | Daniel Vacek     | Martin Damm Evgenij Kafel'nikov       | 6-7, 6-4, 6-1               |
| 4.  | 25 luglio 1994  | Dutch Open, Hilversum (2)                    | Terra rossa | Daniel Orsanic   | David Adams Andrej Ol'chovskij        | 6-4, 6-2                    |
| 5.  | 12 giugno 1995  | Rosmalen Open, Rosmalen (1)                  | Erba        | Richard Krajicek | Hendrik Jan Davids Andrej Ol'chovskij | 7-5, 6-3                    |
| 6.  | 16 ottobre 1995 | Vienna Open, Vienna                          | Cemento     | Ellis Ferreira   | Todd Woodbridge Mark Woodforde        | 6-4, 7-5                    |
| 7.  | 8 gennaio 1996  | Sydney International, Sydney                 | Cemento     | Ellis Ferreira   | Patrick McEnroe Sandon Stolle         | 5-7, 6-4, 6-1               |
| 8.  | 22 aprile 1996  | Montecarlo Masters, Montecarlo               | Terra rossa | Ellis Ferreira   | Jonas Björkman Nicklas Kulti          | 2-6, 6-3, 6-2               |
| 9.  | 15 giugno 1998  | Rosmalen Open, 's-Hertogenbosch (2)          | Erba        | Guillaume Raoux  | Joshua Eagle Andrew Florent           | 7-6, 6-2                    |
| 10. | 14 giugno 1999  | Rosmalen Open, 's-Hertogenbosch (3)          | Erba        | Leander Paes     | Ellis Ferreira David Rikl             | Non disputatasi per pioggia |
| 11. | 1º maggio 2000  | U.S. Men's Clay Court Championships, Orlando | Terra rossa | Leander Paes     | Justin Gimelstob Sébastien Lareau     | 6-3, 6-4                    |

#### Finali perse (7)
| Nº | Data              | Torneo                                   | Superficie    | Compagno           | Avversari in finale              | Punteggio     |
| 1. | 10 giugno 1991    | Rosmalen Open, Rosmalen                  | Erba          | Richard Krajicek   | Hendrik Jan Davids Paul Haarhuis | 3-6, 6-7      |
| 2. | 7 ottobre 1991    | European Indoor Championships, Berlino   | Sintetico (i) | Daniel Vacek       | Petr Korda Karel Nováček         | 6-3, 5-7, 5-7 |
| 3. | 2 gennaio 1995    | Qatar Open ATP, Doha                     | Cemento       | Andrej Ol'chovskij | Stefan Edberg Magnus Larsson     | 6-7, 2-6      |
| 4. | 17 luglio 1995    | Stuttgart Open, Stoccarda                | Terra rossa   | Ellis Ferreira     | Tomás Carbonell Francisco Roig   | 6-7, 2-6      |
| 5. | 6 gennaio 1997    | Sydney International, Sydney             | Cemento       | Paul Haarhuis      | Luis Lobo Javier Sánchez         | 4-6, 7-6, 3-6 |
| 6. | 9 marzo 1998      | Copenaghen Open, Copenaghen              | Sintetico (i) | Brett Steven       | Tom Kempers Menno Oosting        | 4-6, 6-7      |
| 7. | 28 settembre 1998 | Grand Prix de Tennis de Toulouse, Tolosa | Cemento       | Paul Haarhuis      | Olivier Delaître Fabrice Santoro | 2-6, 4-6      |